# Ingenjörtrupperna

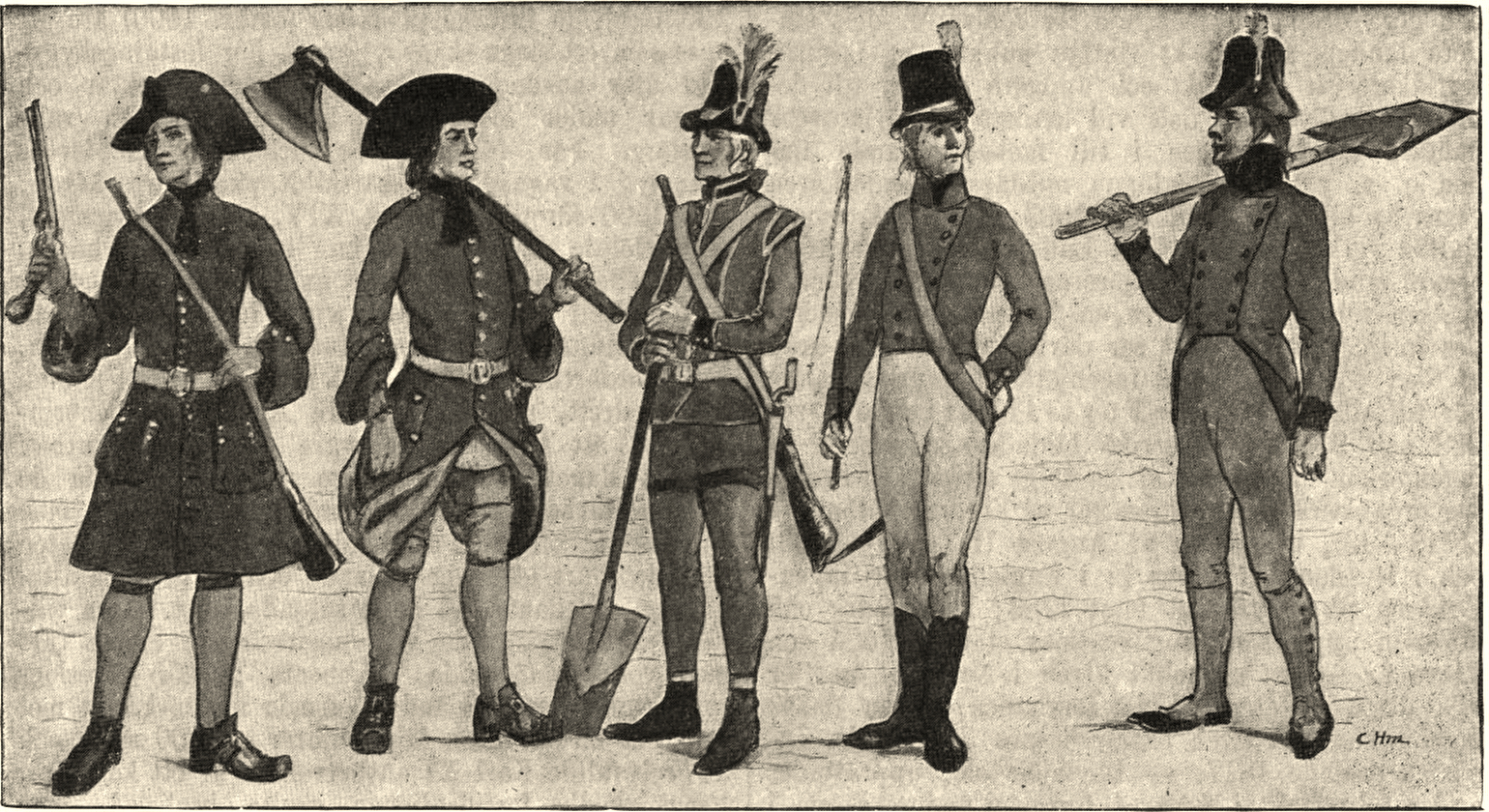
Från slutet av 1600-talet till början av 1800.

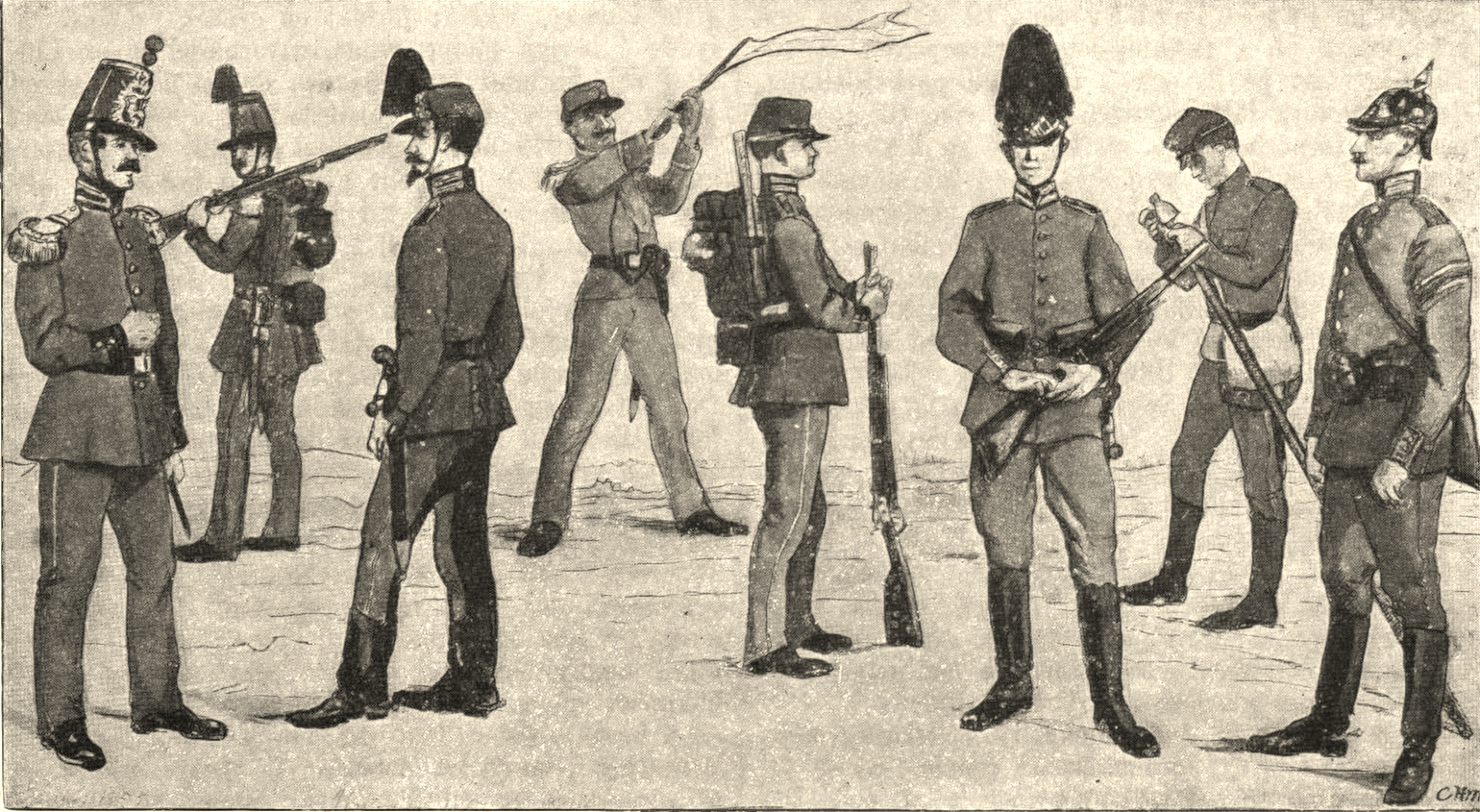
Från början till slutet av 1800-talet.

Ingenjörtrupperna (Ing) (eller pionjärtrupper, tidigare även sappörer, genitrupper, tekniska trupper) utgör sedan den 1 juli 1937 ett av svenska arméns truppslag med uppgift att ansvara för all teknik och allt inom krigsteknikens områden, undantaget det som rör ren vapenteknik. Truppslaget leddes åren 1942–1991 av en ingenjörinspektör vid arméstabens ingenjöravdelning. Åren 1991–1997 leddes truppslaget av Arméns fältarbetscentrum, där även Ingenjörinspektören ingick.

## Historik

### Medeltiden
Under medeltiden hade man skansbyggare för utförandet av befästnings- och vägarbeten, men för krigsmaskinernas handhavande anställdes timmermän och för de underjordiska arbetena bergsmän; arbetsledningen utövades dock av den skråmässige skans- och bro-mästaren. Även de spanska guastadores (redan före 1500) och de franska pionniers (omkring 1500) är att anse som ett slags skansbyggare. För fästningsbyggnad åter användes överallt allmoge, knektar och fångar under ledning av byggmästare och vallmästare. För fältarbetenas utförande medfördes skanstyg på vagnar, men särskilt yxor bars även; och 1566 förordnade Erik XIV, att det krigsfolk, som åtföljde skyttet, skulle ha
"hwardere sijn hacke, picke eller spade att bäre um dagenn, opå thett thenn deell motthe ware widh honden som nian schall haffue till att begraffue och schantze medh, och hwadh the icke förmå att bära, da schall mhann framfordrett, medh the andre Archelij tillbehöringer, så att ther motthe ware femhundrett uthaff hwartt slaget".
Tills vidare utfördes sålunda de olika fältarbetena av kommenderande knektar, men behovet av särskilt utbildat folk för dessa arbeten började snart göra sig gällande och detta ej minst i Sverige. Redan 1644 hade sålunda Gustaf Horn tilldelat sitt avantgarde vid inmarschen i Skåne 500 med verktyg försedda "pijoneers"; 1655 föreslogs uppsättandet vid livländska armén under kriget mot Polen av en skvadron fältpionjärer om 200 man, och 1677 befallde Karl XI värvandet av ett kompani, "som wedh fortificationen skulle brukas", men denna befallning återtogs redan samma år. 22 december 1681 fick emellertid överstelöjtnant Jakob von Kemphen fullmakt att i Pommern uppsätta ett kompani "von pioneurs, mineurs und allerhand im felde nutzlichen leuten"; men detta kompani, vars uppsättning från 1683 fortsattes av kapten Thomas Roger och som förlades i garnison i Pommern, instacks dock redan 1688 som ett "compagnie zu fuss" (infanteri) under ett värvat garnisonsregemente; och såväl en anhållan av Dahlbergh 1683, att generalkvartermästarlöjtnant Drummondh i Malmö skulle få uppsätta en "esquadron pionierer", som en av överstelöjtnant Paul von Essen 1688 att få värva folk, som kunde användas i Reval både till vakt och som "pionirer, arbeiter" m.m., blev av Karl XI avslagna. Något tidigare hade i Brandenburg, 1677, och i Frankrike, 1679, minörkårer börjat uppsättas.
Sedan stora nordiska kriget utbrutit, befallde Karl XII den 3 juli 1700 generalkvartermästare Carl Magnus Stuart att uppsätta en arbetstrupp av 12 man "fortifications handtwärckare, vallsättare och timberkarlar" , för vilka en särskild uniform även anbefalldes; och för 1718 års fälttåg bestämdes, att "sappeurer" skulle uttas ur regementena. Därmed kunde de svenska ingenjörtrupperna anses ha grundats.
Ingenjörtrupperna blev dock inte ett eget truppslag förrän den 1 juli 1937, då Fortifikationen delades i tre delar, ingenjörtrupperna, signaltrupperna samt fortifikationskåren.

## Inspektörer för ingenjörtrupperna
Åren 1966–1991 hade signal- och ingenjörtrupperna en gemensam truppslagsinspektör, vilken titulerades ingenjör- och signalinspektör. Från 1991 fick de båda truppslagen åter varsin inspektör, titeln för ingenjörtrupperna kortades ner till endast ingenjörinspektör. Ingenjörinspektören var åren 1991–1997 chef för Arméns fältarbetscentrum. Från 1998 utgick befattningen truppslagsinspektör. Istället samlades alla truppslag inom armén under en gemensam arméinspektör.

- 1937–1941: Generalmajor Sven Alin
- 1941–1946: Generalmajor Sigurd Rahmqvist
- 1946–1953: Överste Inge Gustaf Hellgren
- 1953–1963: Överste Stig Berggren
- 1963–1967: Överste 1 Gunnar Smedmark
- 1967–1969: Överste 1 Harald Smith
- 1969–1975: Överste 1 Åke Bernström
- 1975–1982: Överste 1 Kåre Svanfeldt
- 1982–1986: Överste 1 Owe Dahl
- 1986–1991: Överste 1 Bertil Lövdahl
- 1991–1993: Överste 1 Lars-Åke Persson
- 1993–1997: Överste 1 Christer Ljung
- 1997–1997: Överste 1 Björn Svensson